# Instytut Rozrodu Zwierząt i Badań Żywności Polskiej Akademii Nauk
Instytut Rozrodu Zwierząt i Badań Żywności Polskiej Akademii Nauk – jednostka Polskiej Akademii Nauk prowadząca badania podstawowe w dziedzinach nauk rolniczych, weterynaryjnych oraz biologicznych. Wyniki badań mają zastosowanie w przemyśle spożywczym, przetwórczym, w hodowli zwierząt, a także w medycynie weterynaryjnej i ludzkiej.
W strukturze organizacyjnej Instytutu Rozrodu Zwierząt i Badań Żywności PAN funkcjonują dwa oddziały: Biologii Rozrodu oraz Nauk o Żywności, o różnym zakresie badań.

## Wydawnictwo
W Instytucie wydawane jest czasopismo o zasięgu międzynarodowym – Polish Journal of Food and Nutrition Sciences (od roku 1991). Ponadto, Instytut jest także współwydawcą wraz z Towarzystwem Biologii Rozrodu kwartalnika Reproductive Biology powołanym do życia przez Towarzystwo w 2001 roku.

## Uprawiane specjalności naukowe
Endokrynologia i patofizjologia rozrodu zwierząt; chemia; biochemia; mikrobiologia i technologia żywności.

## Dyrekcja
Dyrektor Instytutu:

prof. dr hab. Monika Kaczmarek (od 1 stycznia 2025)
Zastępca dyrektora ds. naukowych:

prof. dr hab. Wiesław Wiczkowski

## Lokalizacja
Do 2024 r. główna siedziba Instytutu oraz Oddziału Nauk o Żywności mieściła się w Olsztynie przy ulicy Tuwima 10, natomiast siedziba Oddziału Biologii Rozrodu przy ulicy Bydgoskiej 7. Z końcem 2024 r. oba Oddziały zostały przeniesione do nowej siedziby Instytutu, która mieści się przy ulicy Trylińskiego 18, w bezpośrednim sąsiedztwie Olsztyńskiego Parku Naukowo-Technologicznego.  

## Historia
Instytut rozpoczął działalność 1 kwietnia 1988 roku, początkowo (do roku 1995) pod nazwą Centrum Agrotechnologii i Weterynarii PAN, bez własnej bazy lokalowej, a kadrę pracowników naukowych stanowiło zaledwie kilka osób. Pod koniec pierwszego roku działalności placówka zatrudniała 32 pracowników naukowych: 3 profesorów, 5 docentów, 9 adiunktów i 15 asystentów, a po ponad 20 latach działalności liczby te uległy podwojeniu.
W roku 1994 Instytut uzyskał uprawnienia do nadawania stopnia doktora nauk rolniczych w zakresie: technologii żywności i żywienia oraz zootechniki. W 1998 roku oddano do użytku budynek laboratoryjny Oddziału Nauki o Żywności przy ul. Tuwima 10. W roku 1999 Instytut uzyskał kolejne uprawnienia do nadawania stopnia doktora habilitowanego w zakresie: technologii żywności i żywienia oraz zootechniki. W roku 2007 oddano do użytku kolejny budynek laboratoryjny Oddziału Endokrynologii i Patofizjologii Rozrodu (obecnie Biologii Rozrodu) przy ul. Bydgoskiej 7. W 2010 roku w ramach działających oddziałów utworzono dwa nowe pozamiejscowe zakłady o profilu medycznym w Białymstoku: Zakład Biologii i Patologii Rozrodu Człowieka oraz Zakład Profilaktyki Chorób Metabolicznych.
Od 1 stycznia 2016 r. do Instytutu należy Stacja Badawcza w Popielnie. Działania prowadzone w Stacji mają na celu ochronę różnorodności biologicznej, poprzez hodowlę zwierząt ras zachowawczych (koniki polskie, bydło rasy polska czerwona i nizinna czarno-biała), jak również edukację i propagowanie aktywnego stylu życia.

### Kierownictwo

#### Dyrekcja
Dyrektorzy:
- prof. dr hab. Tadeusz Krzymowski (1988–1997)
- prof. dr hab. Halina Kozłowska (1997–2000)
- prof. dr hab. Adam Zięcik (2000–2012)
- prof. dr hab. Mariusz Piskuła (2012–2024)[7][9][10]
- prof. dr hab. Monika Kaczmarek (od 2025)[3]

Zastępcy dyrektora ds. naukowych:
- prof. dr hab. Halina Kozłowska (1988–1997)
- prof. dr hab. Adam Zięcik (1992–1995)
- prof. dr hab. Jan Kotwica (1995–1998)
- prof. dr hab. Adam Zięcik (1998–2000)
- prof. dr hab. Henryk Kostyra (1997–2004)
- prof. dr hab. Jan Glogowski (2000–2004)
- prof. dr hab. Józef Fornal (2004–2007)
- prof. dr hab. Dariusz Skarżyński (2004–2016)
- prof. dr hab. Mariusz Piskuła (2007–2012)
- dr hab. Barbara Wróblewska(inne języki) (2012–2016)
- prof. dr hab. Wiesław Wiczkowski(inne języki) (od 2025?)[5]

#### Rada Naukowa
Przewodniczący:
- prof. dr Antoni Rutkowski (1988–1998)
- prof. dr hab. Tadeusz Krzymowski (1999–2002)
- prof. dr hab. Zbigniew Śmietana (2003–2006)
- prof. dr hab. Jan Kotwica (2007–2010)
- prof. dr hab. Włodzimierz Bednarski (2010–2014)
- prof. dr hab. Tomasz Jankowski(inne języki) (2015-2018)
- prof. dr hab. Urszula Gawlik(inne języki) (2023–2026)

Zastępcy przewodniczącego:
- prof. dr hab. Adolf Horubała (1988–1998)
- prof. dr hab. Tadeusz Garbuliński (1988–1996)
- prof. dr hab. Wiesław Barej (1996–1998)
- prof. dr hab. Jan Kotwica (1999–2006)
- prof. dr Antoni Rutkowski (1999–2002)
- prof. dr hab. Ryszard Amarowicz(inne języki) (2003–2018)
- prof. dr hab. Jadwiga Przała(inne języki) (2007–2010)
- prof. dr hab. Andrzej Ciereszko (2010–2018)
- prof. dr hab. Ryszard Amarowicz (2023–2026)
- prof. dr hab. Agnieszka Blitek(inne języki) (2023–2026)